# Страмбинелло
Страмбинелло (итал. Strambinello) — коммуна в Италии, располагается в регионе Пьемонт, в провинции Турин.
Население составляет 258 человек (2008 г.), плотность населения составляет 129 чел./км². Занимает площадь 2 км². Почтовый индекс — 10010. Телефонный код — 0125.
Покровителем коммуны почитается святитель Иларий Пиктавийский, празднование 13 января.

## Демография
Динамика населения:

## Администрация коммуны
- Официальный сайт: http://www.comune.strambinello.to.it/